# Cilostazol
Le cilostazol est un inhibiteur de la phosphodiestérase 3, utilisé comme médicament dans les artériopathies oblitérantes des membres inférieurs.

## Mode d'action
Il s'agit d'un antiagrégant plaquettaire avec vasodilatation artérielle conduisant à une baisse modérée de la tension artérielle.
Il existe des arguments indirects pour une réduction de l'athérome sous cette molécule.
Il améliore les symptômes de la claudication intermittente et le bilan lipidique lors d'une artériopathie oblitérante des membres inférieurs. Il réduit le risque de resténose, en association avec l'aspirine, après angioplastie d'une artère de jambe.